# Saturnus (Hovhaness)
Saturnus is een van de vele composities van Alan Hovhaness.
Hovhaness was een man van religie en mysterie, daarbij past dan uitstekend de planeet Saturnus, zeker nog in 1971. De compositie Saturnus is een toonzetting van een gedicht van de componist zelf. Het werk is geschreven voor de wat vreemde combinatie sopraan, klarinet en piano. Het lied is geschreven in 12 deeltjes, die allemaal min of meer naar de planeet of diens omstandigheden verwijzen:
1. Prelude
2. Titan, Moon of Saturn
3. Orb mysterious
4. Saturn, celestial globe
5. O lost note
6. My hymn
7. Giant globe
8. Vision of Saturn
9. On wings of a soundless note
10. What is universe?
11. Intermezzo
12. Harp of Saturn (met vocalisezang)

Door de vele stemverbuigingen (coloratuur) is de tekst nauwelijks te volgen; het klinkt door het toepassen van die stemtechniek dromerig en mysterieus.
Saturnus is het tweede werk dat Hovhaness voor de combinatie zangstem, klarinet en piano componeerde. Al eerder voltooide hij O’Lady Moon, waarbij de klarinettist Lawrence Sobol was. Na de tweede uitvoering van dat werk op 17 april 1971, maakte Sobol kennis met Hovhaness en er ontstond een vriendschap. In juli 1971 kreeg de pianist ineens een pak manuscripten, Hovhaness had een nieuw werk gecomponeerd. Sobol werkte samen met de componist naar de eerste uitvoering toe.

## Discografie
- Uitgave Crystal Records: Kate Hurney (sopraan), Lawrence Sobol (klarinet), Martin Berkofski piano; een opname uit circa 1976; origineel verschenen op Poseidon Records.